# كامباجني ليه بولونيس
كامباجني ليه بولونيس (بالفرنسية: Campagne-lès-Boulonnais)‏ هي بلدية تقع في إقليم باد كاليه من منطقة نور با دو كاليه في شمال فرنسا. تبلغ مساحة هذه المدينة 13.28 (كم²)، وترتفع عن سطح البحر 150 م، يبلغ عدد سكانها 453 نسمة حسب إحصاء المعهد الوطني للإحصاء والدراسات الاقتصادية سنة 2009 م. وترأس Gérard Lhottillier البلدية خلال فترة (2008-2014).